# جانغ يون جيونغ
جانغ يون جيونغ (هانغل: ; هانجا: 장윤정) هي مغنية الهرولة كورية الجنوبية. ولدت في 16 فبراير 1980 في تشنغجو، كوريا الجنوبية.  ظهرت لأول مرة في عام 1999.

## فيلموغرافيا

### مسلسلات تلفزيونية
| سنة  | لقب                          | دور                | شبكة الاتصال |
| ---- | ---------------------------- | ------------------ | ------------ |
| 2004 | عيادة المتزوجين: الحب والحرب |                    | كي بي إس 2   |
| 2005 | بدون توقف 5                  |                    | ام بي سي     |
| 2016 | الفنان                       | برنامج راديو دي جي | نظام بث سول  |

### عروض متنوعة
| سنة                   | عنوان                  | دور                              | شبكة الاتصال   | ملاحظات          |
| --------------------- | ---------------------- | -------------------------------- | -------------- | ---------------- |
| 2006-07               | 1000 أغنية التحدي      | مضيف                             | نظام بث سول    |                  |
| 2009-14               | 1000 أغنية التحدي      | مضيف                             | نظام بث سول    |                  |
| 2016 إلى الوقت الحاضر | أنا أحب الأغاني        | MC                               | كي بي إس 2     |                  |
| 2018                  | عودة سوبرمان           | راوي                             | كي بي إس 2     | الحلقة 234 - 249 |
| 2019                  | ملكة جمال تروت         | رئيس                             | تلفزيون تشوسون |                  |
| 2019                  | السمع الفائق           | سامع                             | tvN            |                  |
| 2020                  | سوق السفر              | يقذف                             | جاي تي بي سي   |                  |
| 2020                  | الترفيه المفضل         | المضيف الرئيسي (الرئيس التنفيذي) | ام بي سي       |                  |
| 2020                  | K-Trot في المدينة      | عضو فريق التمثيل                 | نظام بث سول    |                  |
| 2020 - 21             | ملكة جمال تروت 2       | رئيس                             | تلفزيون تشوسون |                  |
| 2021                  | متجر التسجيلات الغامضة | MC                               | جاي تي بي سي   | الحلقة 1-10      |
| 2021                  | مقهى مريح              | MC                               | تي كاست إي     | الحلقة 1-8       |
| 2021 إلى الوقت الحاضر | Wasup K- الجدة         | مضيف                             | جاي تي بي سي   |                  |
| 2021 إلى الوقت الحاضر | سوق لانسون             | مضيف                             | KBS2           |                  |
| 2021 إلى الوقت الحاضر | مدينة التحرير          | مضيف                             | جاي تي بي سي   | مع جانغ دو يون   |
| 2021 إلى الوقت الحاضر | مقهى مريح 2            | MC                               | تي كاست إي     |                  |
| 2021 إلى الوقت الحاضر | الجندب يلعب مع النمل   | عضو فريق التمثيل                 | ام بي ان       |                  |

## روابط خارجية
- جانغ يون جيونغ على موقع ميوزك برينز (الإنجليزية)